# Saison 11 de Bob's Burgers
 (août 2020).
Chronologie
Saison 10 Saison 12
La onzième saison de la série télévisée d'animation Bob's Burgers a été diffusée aux États-Unis entre le 27 septembre 2020 et le 23 mai 2021 sur la Fox. Elle comporte vingt-deux épisodes.
En France, elle est disponible depuis le 26 août 2021 sur la plateforme Disney+.

## Épisodes
| № | #  | Titre | Réalisation  | Scénario                                  | Première diffusion            | Code de prod. | Audiences |
| --- | -- | --- | ------------ | ----------------------------------------- | ----------------------------- | ------------- | --------- |
| 195 | 1  | Disney+: Le Rêve de Bob MCM: La clé des rêves Dream a Little Bob of Bob | Simon Chong  | Dan Fybel                                 | 27 septembre 2020 3 août 2022 | AASA01        | 1.77      |
| Bob part à la recherche d'une clé mal placée et Tina essaie d'apprendre une chanson avec des claquements de mains accessible pour tout le monde. |    | |              |                                           |                               |               |           |
| 196 | 2  | Parasites symphoniques Worms of In-Rear-ment | Chris Song   | Nora Smith                                | 4 octobre 2020 3 août 2022    | 9ASA23        | 1.12      |
| Les plans de Linda tournent mal. |    | |              |                                           |                               |               |           |
| 197 | 3  | Disney+: Copa-Bob-Bana MCM: Ça va swinguer Copa-Bob-bana | Ryan Mattos  | Holly Schlesinger                         | 11 octobre 2020 3 août 2022   | AASA02        | 1.26      |
| Alors que Bob accepte d'être le chef temporaire de la nouvelle boîte de nuit des Fischoeders, les enfants organisent une fête dans le sous-sol du restaurant. |    | |              |                                           |                               |               |           |
| 198 | 4  | Disney+: Hôteloween MCM: L'hôtel-Oween de l'amour Heartbreak Hotel-oween | Chris Song   | Rich Rinaldi                              | 1er novembre 2020 3 août 2022 | AASA04        | 1.90      |
| Les projets d'Halloween des enfants tournent mal. |    | |              |                                           |                               |               |           |
| 199 | 5  | Disney+: La Capsule temporelle de l'école Wagstaff MCM: Boyz4now ou jamais Fast Time Capsules at Wagstaff School                                                              | Tom Riggin   | Greg Thompson                             | 8 novembre 2020 4 août 2022   | AASA03        | 1.41      |
| Tammy et Tima entrent en conflit pour savoir qui a réalisé la capsule temporelle la plus réussie. Louise cherche à gagner des places pour le concert des Boyz4Now pendant que Bob se moque de Linda qui est incapable de siffler.                                |    | |              |                                           |                               |               |           |
| 200 | 6  | Disney+: Bob Belcher et les enfants terribles, affreux et vraiment pas sages MCM: Opération dés-affreusisation Bob Belcher and the Terrible, Horrible, No Good, Very Bad Kids | Matthew Long | Steven Davis                              | 15 novembre 2020 5 août 2022  | AASA05        | 1.79      |
| Le restaurant est endommagé par un incendie à la veille de la foire commerciale d'Ocean Avenue. Les enfants cherchent une solution pour réparer le toit. |    | |              |                                           |                               |               |           |
| 201 | 7  | Disney+: Mémoires d'une diarrhée MCM: Gêne crache le morceau Diarrhea of a Poopy Kid                                                                                          | Tom Riggin   | Lizzie Molyneux-Logelin et Wendy Molyneux | 22 novembre 2020 8 août 2022  | AASA08        | 1.70      |
| Gene fait une indigestion après un repas de Thanksgiving trop copieux. Bob, Tina et Louise lui racontent des histoires à base de nourriture pour lui changer les idées.                                                                                          |    | |              |                                           |                               |               |           |
| 202 | 8  | Disney+: Terminalator 2 : Terminus familial MCM: Visite à l'aéroport The Terminalator II: Terminals of Endearment                                                             | Ryan Mattos  | Kelvin Yu                                 | 29 novembre 2020 9 août 2022  | AASA07        | 1.23      |
| Les parents de Linda font escale dans un aéroport voisin. Bob et Linda décident aussitôt d'en faire leur lieu de visite annuelle. |    | |              |                                           |                               |               |           |
| 203 | 9  | Disney+: Le Fils à sa maman MCM: Fils à Maman Mommy Boy | Simon Chong  | Jon Schroeder                             | 6 décembre 2020 10 août 2022  | AASA06        | 1.25      |
| Gene envie Linda qui vient d'être admise dans un groupe de femmes chef d'entreprise. Louise et Tina veulent se lancer dans les arts martiaux. |    | |              |                                           |                               |               |           |
| 204 | 10 | Disney+: Sage ou pas sage MCM: Le Yacht du Père Noël Yachty or Nice | Chris Song   | Scott Jacobson                            | 13 décembre 2020 11 août 2022 | AASA09        | 1.81      |
| Bob se demande s'il y a un piège lorsque les Belchers reçoivent une invitation inattendue à assister au défilé de bateaux de vacances du Glencrest Yacht Club. Pendant ce temps, Louise a l'oeil sur la goélette du Père Noël chargée de cadeaux.                |    | |              |                                           |                               |               |           |
| 205 | 11 | Disney+: Le Bœuf romantique MCM: Burger sauce Amour Romancing the Beef | Tom Riggin   | Greg Thompson                             | 21 février 2021 12 août 2022  | AASA13        | 1.24      |
| Louise convainc Bob et Linda de tirer profit du dîner de la Saint-Valentin, les forçant à mettre leurs projets en attente. Tina assiste à la fête de la Saint-Valentin de Tammy.                                                                                 |    | |              |                                           |                               |               |           |
| 206 | 12 | Disney+: Mourir pour une carte MCM: La photo parfaite Die Card, or Card Trying                                                                                                | Matthew Long | Katie Crown                               | 28 février 2021 15 août 2022  | AASA10        | 1.09      |
| Linda veut une photo de famille parfaite. |    | |              |                                           |                               |               |           |
| 207 | 13 | Disney+: Un Mammouth qui dérange MCM: Un mensonge colossal An Incon-Wheelie-ent Truth                                                                                         | Simon Chong  | Dan Fybel                                 | 7 mars 2021 16 août 2022      | AASA11        | 1.21      |
| Lors d'un voyage au marché aux puces, Bob et Linda sont hantés par un mensonge qu'ils ont raconté aux enfants sur ce qui est arrivé à leur animal en peluche bien-aimé.                                                                                          |    | |              |                                           |                               |               |           |
| 208 | 14 | Disney+: Monsieur Pets-Solitaires MCM: Péteur solitaire Mr. Lonely Farts | Ryan Mattos  | Holly Schlesinger                         | 14 mars 2021 17 août 2022     | AASA12        | 1.21      |
| Linda et Tina se rendent au magasin de chaussures laissant Gene seul à la maison alors que Bob, Louise et Teddy achètent du matériel pour le restaurant, en l'empruntant à un homme étrange que Bob a rencontré sur le net.                                      |    | |              |                                           |                               |               |           |
| 209 | 15 | Disney+: Les Évadés MCM: Grosse commission, grosse punition Sheshank Redumption                                                                                               | Chris Song   | Jon Schroeder                             | 21 mars 2021 18 août 2022     | AASA14        | 1.05      |
| Linda effectue de exercices sportifs plutôt efficaces. Le seul inconvénient est qu'ils dérèglent sa digestion pendant une réunion parents-professeurs. |    | |              |                                           |                               |               |           |
| 210 | 16 | Y tu Tina también Y Tu Tina También | Mathew Long  | Rich Rinaldi                              | 28 mars 2021 19 août 2022     | AASA15        | 1.07      |
| Tina doit apprendre l'espagnol via des cassettes audio afin d'améliorer son niveau et tombe amoureuse. Louise et Gene sont en guerre contre M. Frond. |    | |              |                                           |                               |               |           |
| 211 | 17 | Disney+: Doigts baladeurs MCM: Main basse sur Wagstaff Fingers-loose | Simon Chong  | Lizzie Molyneux-Logelin et Wendy Molyneux | 11 avril 2021 22 août 2022    | AASA16        | 1.19      |
| Tina rencontre des difficultés lorsqu 'elle se découvre une passion soudaine pour une tendance underground que Mr. Found est bien décidé à faire cesser. Bob et Linda essaient d'aider Teddy à introduire de la nourriture en cachette dans une salle de cinéma. |    | |              |                                           |                               |               |           |
| 212 | 18 | Un carambolage casse-tête Some Kind of Fender Benderful | Ryan Mattos  | Kelvin Yu                                 | 18 avril 2021 23 août 2022    | AASA17        | 1.05      |
| Bob est impliqué dans un accident de voiture à l'extérieur du restaurant et découvre que trouver le responsable s'avère plus difficile qu'il ne le pensait. |    | |              |                                           |                               |               |           |
| 213 | 19 | Disney+: L'Aventure plus ou moins périlleuse MCM: Un pont trop loin Bridge Over Troubled Rudy                                                                                 | Chris Song   | Scott Jacobson                            | 2 mai 2021 24 août 2022       | AASA19        | 0.95      |
| Louise entraîne Tina et Gene en expédition pour voir Rudy et sa maquette de pont qui explose pendant que Mort tente d'apprendre la méditation à Bob, Linda et Teddy.                                                                                             |    | |              |                                           |                               |               |           |
| 214 | 20 | Disney+: Les Voleurs de magazines MCM: Rage de dentiste et nettoyage haute pression Steal Magazine-olias                                                                      | Mathew Long  | Katie Crown                               | 9 mai 2021 25 août 2022       | AASA20        | 1.11      |
| Les enfants Belcher sont pourchassés par le docteur Yap qui les a surpris en train de voler quelque chose dans sa salle d'attente. |    | |              |                                           |                               |               |           |
| 215 | 21 | Disney+: Dis-moi quelque chose de bête MCM: L'idiotie rigolote Tell Me Dumb Thing Good                                                                                        | Simon Chong  | Dan Fybel                                 | 16 mai 2021 26 août 2022      | AASA21        | 1.08      |
| Linda a besoin de l'aide des enfants pour sauver une tradition locale. |    | |              |                                           |                               |               |           |
| 216 | 22 | Disney+: Une soirée vampiro-disco MCM: Le disco mortel des vampires Vampire Disco Death Dance                                                                                 | Tom Riggin   | Steven Davis                              | 23 mai 2021 29 août 2022      | AASA18        | 0.98      |
| Après que Tina et Bob aient planifié un rendez-vous père-fille pour voir le vieux film de vampire préféré de Bob, Tina décide également d'inviter son groupe d'amis. Pendant ce temps, Linda ouvre un restaurant pour les ratons laveurs dans leur ruelle.       |    | |              |                                           |                               |               |           |